# Nneka Onuorah
Nneka Onuorah (Queens, Nueva York, 1988) es una directora y productora estadounidense. Su primer trabajo como directora fue The Same Difference (2015), sobre los roles de género en la comunidad de lesbianas negras.

## Trayectoria

### Formación
Onuorah nació en Queens, Nueva York y se crio en el barrio de LeFrak City. Su padre es de origen nigeriano y su madre es afroamericana. Se mudó a Atlanta para vivir con su abuela y regresó a Queens para cursar la escuela secundaria. Estudió danza en el Broadway Dance Center, y luego recibió su título de asociada en psicología de LaGuardia Community College.

### Carrera profesional
Onuorah hizo una pasantía en BET en 2009 y fue contratada como productora. Trabajó en Black Girls Rock! y varios documentales musicales. Después de seis años, dejó la red para trabajar en su primera película, The Same Difference. Quiso crear el documental ante la escasez de representaciones de personas negras LGBT en los principales medios de comunicación.
Onuorah lanzó una campaña de Kickstarter para financiar The Same Difference, documental sobre los roles de comportamiento butch y femme en comunidades de lesbianas negras. Comentó que había habido una reacción violenta de otras lesbianas cuando eligió vestirse femenina en lugar de su habitual imagen masculina. Onuorah no logró su objetivo de recaudación de fondos y, en su liugar, financió la película de forma independiente. The Same Difference se estrenó en junio de 2015.
Dirigió la serie de Netflix First and Last y produjo My House, una serie de Viceland sobre la cultura ball de Nueva York. Asistió a bailes durante su adolescencia y desfiló en la categoría Butch.
En 2019, anunció un proyecto codirigido y coproducido con Giselle Bailey sobre personas LGBTQ nigerianas que abandonaron el país en busca de asilo debido a las leyes anti-LGBT. Ese año también estrenaron un documental llamado Burn Down The House sobre el bailarín parisino Kiddy Smile, que se estrenó en el New York Lesbian, Gay, Bisexual, & Transgender Film Festival.
En 2022 dirigió la serie de ocho episodios Watch Out for the Big Grrrls para Amazon Prime. El espectáculo, presentado y creado por Lizzo, presenta bailarines de tallas grandes que compiten para unirse al grupo de baile itinerante de Lizzo, Big Grrrls. El espectáculo se centra en el apoyo, la positividad y el desarrollo de la fuerza interior y el potencial de los bailarines, así como en el rápido dominio de la coreografía.

### Vida personal
Onuorah es lesbiana. Comenzó a identificarse como lesbiana a los 14 años.